# Dourados (microregio)
Dourados is een van de elf microregio's van de Braziliaanse deelstaat Mato Grosso do Sul. Zij ligt in de mesoregio Sudoeste de Mato Grosso do Sul en grenst aan de microregio's Aquidauana, Bodoquena, Campo Grande, Iguatemi en Nova Andradina. De microregio heeft een oppervlakte van ca. 37.359 km². In 2009 werd het inwoneraantal geschat op 477.046.
Vijftien gemeenten behoren tot deze microregio:
- Amambai
- Antônio João
- Aral Moreira
- Caarapó
- Douradina
- Dourados
- Fátima do Sul
- Itaporã
- Juti
- Laguna Carapã
- Maracajú
- Nova Alvorada do Sul
- Ponta Porã
- Rio Brilhante
- Vicentina

Mesoregio's: Centro-Norte de Mato Grosso do Sul · Leste de Mato Grosso do Sul · Pantanal Sul Mato-Grossense · Sudoeste de Mato Grosso do Sul

Microregio's: Alto Taquari · Aquidauana · Baixo Pantanal · Bodoquena · Campo Grande · Cassilândia · Dourados · Iguatemi · Nova Andradina · Paranaíba · Três Lagoas